# Schmidtsdrift
Schmidtsdrift is een dorp gelegen in de gemeente Siyancuma in de Zuid-Afrikaanse provincie Noord-Kaap. Het ligt 40 kilometer westelijk van Campbell en 80 kilometer westelijk van Kimberley. Het plaatsje is ontstaan aan een drift of voorde in de Vaalrivier. Anno 2014 ligt hier een brug over de Vaalrivier, op de belangrijke route van Kimbeley naar Campbell en Griekwastad. In het dorp is een gelijknamige diamantmijn gevestigd. Deze is voor 80% eigendom van Lonrho Mining en voor de resterende 20% in handen van de "Schmidtsdrift Communal Property Association". In 2008 is hier een diamant van 18,39 karaat gevonden.

## Geschiedenis
De geschiedenis van Schmidtsdrift kan worden getraceerd tot 1827, toen het tot "kroonland" werd verklaard. Het werd bewoond door  Batlhaping- en Griekwa-mensen. In 1913 werd het gebied aangemerkt als Schidtsdrift Natuurreservaat, overeenkomstig de Natives Land Act.
De dreiging van herhuisvesting in de jaren 1950 dwong sommige Griekwa families om zich voor te doen als Batlhaping, de zogenaamde Kleinfonteintjie gemeenskap. De Griekwa die zich niet voordeden als Batlhaping werden vervolgens gedwongen geherhuisvest. In 1968 uiteindelijk, in het kader van de "zwarte plekken"-verwijderingspolitiek, werden meer dan 1000 Tswana (Batlhaping)-huishoudens gedwongen geherhuisvest. Zij werden onder militaire dwang op vrachtwagens geladen. De grond van de voormalige boerderijen van Schmidtsdrift bleef staatsland. In 1974 vestigde het Zuid-Afrikaanse leger in het gebied een militair oefenterrein ten behoeve van een infanteriebataljon.
Na de onafhankelijkheid van Namibië in 1990 werden de soldaten van het 31e bataljon (het zogenaamde Boesmanbataljon), bestaande uit !Xun (ook bekend als Vasekele) en Khwe (ook bekend als Mbarakwengo), gevestigd in een tentendorp nabij Schmidtsdrift. Zij waren gerekruteerd door het Zuid-Afrikaanse leger in het noorden van Namibië om te vechten tegen de SWAPO. Na de succesrijke rechtszaak mochten in 2003 de voormalige Batlhaping inwoners terugkeren naar Schmidtsdrift. De meeste leden van de !Xun- and Khwe-gemeenschap werden in verband hiermee overgeplaatst naar Platfontein in de buurt van Kimberley.